# Carmela Carvajal
Carmela Carvajal Briones (Quillota, 16 de julio de 1851-Santiago, 16 de agosto de 1931) fue la esposa del héroe del combate naval de Iquique, el capitán de fragata chileno Arturo Prat.

## Biografía

### Infancia
Carmela Carvajal fue hija de Diego Carvajal Zamora y de María Briones Insunza, de origen castellano. Fue la menor de cuatro hermanos —José Jesús, Bernardo, David y Carmela—, quienes quedaron huérfanos de padre y madre en 1862. Asistió a un colegio secular en Valparaíso fundado por religiosos franceses, razón por la cual la joven Carmela aprendió a dominar el francés.
Se crio en la casaquinta quillotana ubicada en el sector de Charravata, propiedad de su hermano José Jesús, quien estaba casado con Concepción Chacón, hermana de María del Rosario Chacón, madre de Arturo Prat. A través de este vínculo, Carmela conoció al entonces joven cadete Prat durante las tertulias a las que asistían tanto Pedro Chacón como Concepción Chacón en Valparaíso. 
Entre 1866 y 1869, Prat recibió presentes de parte de Carmela —que se conservan en el «Museo histórico hacienda San Agustín de Puñual», la casa natal de Prat en Ninhue—, tales como un semillero y una esquela que dice «al vencedor de la Covadonga, felicidad-». Así nació una amistad que se transformó en una relación de amor romántico entre ambos, probablemente iniciada de manera formal en 1869. 
En su juventud, Carmela Carvajal fue una mujer con tendencia a la timidez, alta y de buena apariencia, de cabello castaño oscuro y grandes ojos negros de expresión melancólica.

### Noviazgo con Prat
En diciembre de 1869, cuando regresó a bordo de la corbeta Esmeralda del viaje para repatriar desde Perú los restos mortales de O'Higgins, el entonces teniente primero Prat trajo regalos para Carmela: un costurero, un abanico, una cruz de plata y un tarjetero de marfil.
La relación era muy obvia pero muy reservada para Prat, quien se molestaba cuando se referían a su noviazgo. Además de la timidez natural, otra de las razones por la que Prat se molestaba era el temor de formalizar una relación sin el suficiente dinero para mantener un matrimonio. Por tanto, para superar esta situación, decidió educarse y comenzó a estudiar leyes como alumno libre en el Instituto Nacional en 1871.
Cuando se enteró de su ascenso a capitán de corbeta, se decidió finalmente a pedir la mano de Carmela en 1873. Un poco posterior a esto, se encuentra la única carta de amor de Prat a su novia que ha sido hecha pública:

Mi Carmela, mi vida, mi tesoro, te escribo sólo para quitarte todo cuidado respecto de mi salud. Me encuentro bien, la mano se ha deshinchado y espero estar bueno en un par de días para escribirte muy largo, pues tengo mucho que decirte, incluso el que te adoro, cada día más con más vehemencia; no lo hago ahora porque temo empeorarme. Recibe el corazón apasionado de tu Arturo.

### Matrimonio
El 5 de mayo de 1873, la pareja contrajo nupcias; Carmela, de 21 años, debió firmar un permiso notarial —entonces la edad mínima para casarse era de 25 años—:

-Es mi espontánea voluntad casarme con el referido Prat no teniendo ningún impedimento para ello-tengo veinte y un años i firmo-
Notario Cuevas, 3 de mayo de 1873.

Tocaron las campanas nupciales en la parroquia Espíritu Santo (ex convento San Agustín) de Valparaíso. Se tendió una alfombra roja por la que pasaron los novios y los bendijo el clérigo José Francisco Salas a las 10.30 horas. 
Prat trataba a su mujer como una igual, como una compañera —algo poco común en la época decimonónica—, encargándole, por ejemplo, el presupuesto familiar mientras él mismo se hacía cargo de algunos de los problemas domésticos: «A cada momento me parece que te veo rendida de mecer a nuestra hija, sin que a tu lado esté y compartir, aunque sea en pequeño, tus trabajos...».
Los recién casados pasaron su luna de miel en Quillota, desde donde se dirigieron a las Termas de Cauquenes en Machalí. Después, Prat regresó a Valparaíso para retomar sus deberes navales. Sólo en octubre se reunirían de nuevo y se establecieron en la casa materna de Prat en Valparaíso, en la llamada Calle del Circo Nº58, construida por Jacinto Chacón. En dicha casa, construida enteramente de madera, fue acogida por el clan Chacón, compuesto por María del Rosario Chacón y sus hermanos. A su suegra, Carmela la llama cariñosamente «mamá Rosario». 
La relación marital del joven matrimonio se desarrolló entre las prolongadas ausencias del marido por su labor en la Armada; la comunicación epistolar devela la magnitud de la fuerza de la unión entre ambos.

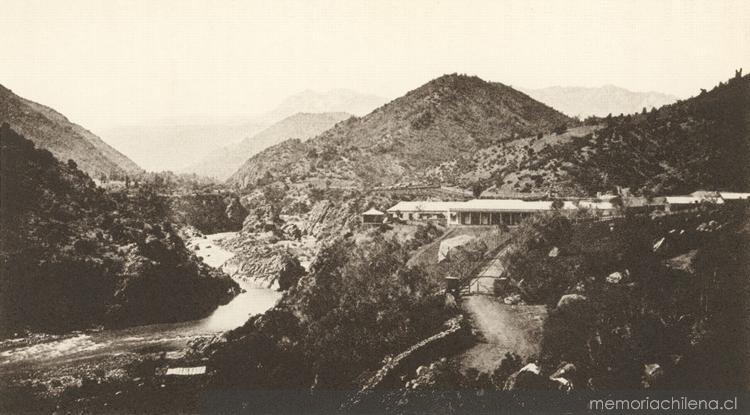
Termas de Cauquenes, lugar de la luna de miel del matrimonio Prat Carvajal en 1873

Un ejemplo de esta comunicación se traduce en la siguiente carta de Prat a su esposa:

-Sra. Carmela Carvajal de Prat: -Mi querido corazón- Desde que me separé de ti, pasa el tiempo con una lentitud insoportable, años se me hacen las horas, siglos los días, esperando ansioso aquel día en que pueda estrecharte contra mi corazón, inquieto por tu salud y por las circunstancias en que te deje [...] Te recomiendo especialmente mi Carmela, la puntualidad en la correspondencia, pues es desagrabilísimo verme en las circunstancias que paso en este momento (nota: a raíz del terremoto de julio de 1873).
 Arturo Prat, Puerto de Mejillones de Bolivia, 31 de julio de 1873.

Otro extracto de una carta exhibe los profundos sentimientos de Prat a su esposa:

[...] entonces podremos contemplar la pálida luz de la luna, que separado hoy divisamos tan melancólica, podré, y en amoroso vértigo estrecharte contra mi corazón y unir tus labios con los míos, tu corazón latirá junto al mío y nuestro aliento se confundirá y el alma gozará inefable de la dicha del mas tierno amor y de la más noble y dulce correspodencia.
Hoy tu retrato mudo no contesta a mis caricias, en vano intento imprimirle a fuerza de besos alguna animación. ¡Siempre lo mismo!...¿cómo ha de ser?.
 Arturo Prat, Bolivia, Mejillones, septiembre de 1873.

### Nacimiento de sus hijos
Para esa fecha, Carmela estaba embarazada. Prat anotó para el acontecimiento del nacimiento de su hija:

El 5 de marzo de 1874 nació Carmela de la Concepción Prat Cravajal a las 9.35 AM, en circunstancias que el día anterior me había ido yo a Santiago... El 5 de abril fue bautizada en la Parroquia del Espíritu Santo, siendo los padrinos la Conchita con José Jesús...
Se me figura que ha de estar muy viva, risueña, juguetona... Anoche soñé con ella y parecía que me conocía y aunque con carita un poco afligida, me echaba los bracitos al cuello...

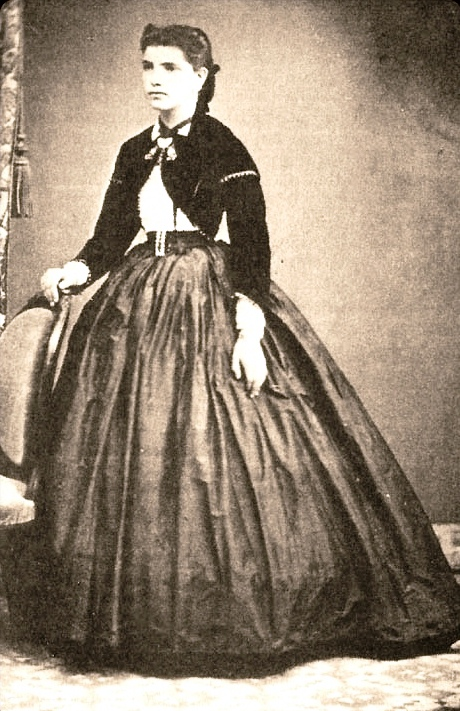
Carmela Carvajal (probablemente, década de 1860)

Sin embargo, al igual que los malogrados hermanos mayores de Prat, la niña heredó una contextura frágil y enfermiza. Arturo le escribió a Carmela: «Continúa usando la homeopatía (del método Priessnitz) para mi hijita y avísame luego que esté sana». Tenía, sin duda, la esperanza de que el método que (supuso él) le curó su condición endeble, hiciera las mismas maravillas en Carmelita. Pero no funcionaba y la vida de la niña se iba extinguiendo cada día más, para desesperación de una madre impotente y un padre desesperado en la plegaria.

¡Pobre angelito!, ya no puedo verla, al menos quiero que este sana.

El problema de Carmelita —una hernia causada por el retiro del cordón umbilical— era agravado por diferentes males (diarrea, fiebre, etc.). Para desesperación de Prat, al término de su estación anual, debió ser transportado al centro del país por el Abtao, que no llegó. El domingo 13 de diciembre, el vapor llegó finalmente y le escribió a su mujer: «Luego pues te voy a ver, como también a mi hijita que espero que este completamente sana...» Al anochecer, recibió una carta desoladora de su mujer: «Arturo de mi corazón: nuestro querido angelito sigue mal; siento que mi corazón desfallece de dolor y tú no estás para sostenerme... Si te fuera posible venirte, sería mi único consuelo. No desesperes mi bien, piensa en tu infeliz Carmela».
Para desesperación de Prat, el vapor no salió hasta el día 18. Todas sus esperanzas fueron destruidas en el viaje, con una esquela de pésame, entregada en algún puerto intermedio, firmada por Juan José Latorre. Anotó Arturo, al pie de la carta anterior de Carmela:

El 5 de diciembre de 1874, a las 1 horas 3 minutos de la noche, murió mi hija Carmela de la Concepción. Esta carta es la destinada a anunciármelo, la amargura que revela debiera habérmelo hecho comprender, pero tan dulce es la esperanza.

El 31 de julio de 1876, a los 28 años, Prat se tituló de abogado, después de casi 5 años de estudios. Carmela intentó convencer a su esposo de que abandonara la Armada de Chile y se dedicara a la abogacía; pero pese a su título, a su difícil situación económica y a las súplicas de su mujer, Prat se rehusó a dejar la Marina aduciendo: «No poseo ambiciones de lucro, ni los honores ni la gloria me atraen, pues creo que puedo servir a mi patria de algún otro modo».
El 11 de septiembre de 1876, la alegría volvió a la casa de los Prat Carvajal en Valparaíso con el nacimiento de su hija Blanca Estela. Dos años más tarde, el 29 de diciembre de 1878, nació Arturo Héctor, el primer hijo varón del matrimonio.

### Durante la Guerra del Pacífico
Desde noviembre de 1878 hasta el 15 de febrero de 1879, hubo un periodo de separación marital debido a que el gobierno le encargó a Prat una comisión de servicio en Uruguay y Argentina. Alcanzó a estar menos de un mes en el hogar.
El 5 de marzo de 1879, en el comienzo de la Guerra del Pacífico, Prat partió al norte de Chile como ayudante del fututo ministro plenipotenciario Rafael Sotomayor Baeza, quedando Carmela nuevamente sola, a cargo de sus dos hijos.
El 21 de mayo de 1879, ocurrió la muerte de Arturo Prat —quien portaba un retrato daguerrotipo de su esposa en una escapela que indicaba en su reverso «lo tengo de 1869»— mientras comandaba la Esmeralda durante el combate naval de Iquique. Solo dos días después la noticia del enfrentamiento llegó a Valparaíso, pero Carmela no supo de la muerte de su esposo hasta la noche del 24 de mayo por medio del periódico.
El almirante Miguel Grau Seminario, capitán del Huáscar, envió los objetos personales de Prat —diario personal, uniforme y espada, entre otros— a su viuda. Junto con ellos, Carmela Carvajal recibió una carta del almirante peruano, denominado luego «El caballero de los mares»:

-Monitor "Huáscar", Pisagua, Junio 2 de 1879

Dignísima señora:

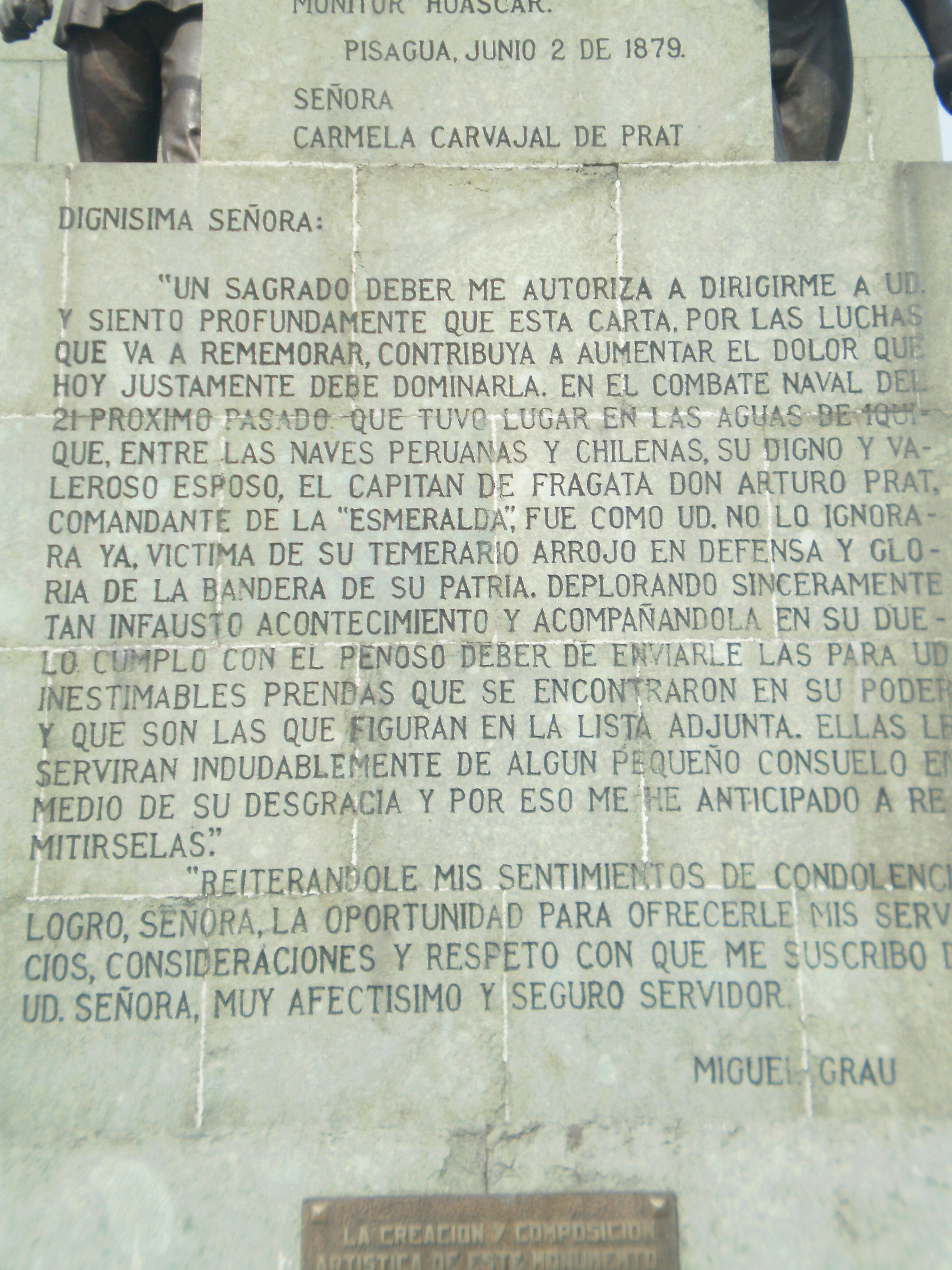
La carta que Grau envió a Carmela Carvajal, tallada en monumento a Prat.

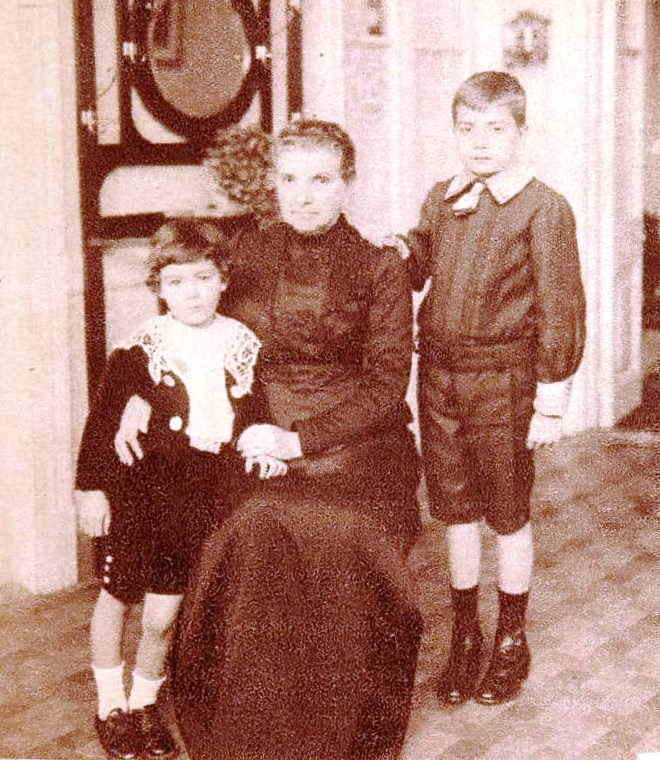
Carmela Carvajal con nietos (1916)

Un sagrado deber me autoriza a dirigirme a usted y siento profundamente que esta carta, por las luchas que va a rememorar, contribuya a aumentar el dolor que hoy, justamente, debe dominarla En el combate naval del 21 próximo pasado, que tuvo lugar en las aguas de Iquique, entre las naves peruanas y chilenas, su digno y valeroso esposo, el Capitán de Fragata don Arturo Prat, Comandante de la "Esmeralda", fue, como usted no lo ignorará ya, víctima de su temerario arrojo en defensa y gloria de la bandera de su Patria. Deplorando sinceramente tan infausto acontecimiento y acompañándola en su duelo, cumplo con el penoso deber de enviarle las, para usted, inestimables prendas que se encontraron en su poder y que son las que figuran en la lista adjunta. Ellas le servirán indudablemente de algún pequeño consuelo en medio de su gran desgracia, y para eso me he anticipado a remitírselas.

Reiterándole mis sentimientos de condolencia, logro, señora, la oportunidad para ofrecerle mis servicios, consideraciones y respetos con que me suscribo de usted, señora, muy afectísimo seguro servidor.
Miguel Grau Seminario.

La respuesta de la viuda de Prat a Miguel Grau fue la siguiente:

-Valparaíso, 1° de Agosto de 1879

Señor don Miguel Grau.
Distinguido Señor:
Recibí su fina y estimada carta fechada a bordo del "Huáscar", en 2 de Junio del corriente año. En ella, con la hidalguía del caballero antiguo, se digna usted a acompañarme en mi dolor, deplorando sinceramente la muerte de mi esposo, y tiene la generosidad de enviarme las queridas prendas que se encontraron sobre la persona de mi Arturo, prendas para mí de un valor inestimable, por ser, o consagradas por su afecto, como los retratos de mi familia, o consagradas por su martirio, como la espada que lleva su adorado nombre.
Al proferir la palabra martirio, no crea usted, señor, que sea mi intento inculpar al jefe del "Huáscar" de la muerte de mi esposo. Por el contrario, tengo la conciencia de que el distinguido jefe que, arrostrando el furor de innobles pasiones, sobreexcitadas por la guerra, tiene hoy el valor, cuando aún palpitan los recuerdos de Iquique, de asociarse a mi duelo y de poner muy alto el nombre y la conducta de mi esposo en esa jornada, y que tiene aún el más raro valor de desprenderse de un valioso trofeo, poniendo en mis manos una espada que ha cobrado un precio extraordinario por el hecho mismo de no haber sido rendida; un jefe semejante, un corazón tan noble, se habría, estoy cierta, interpuesto, a haberlo podido, entre el matador y su víctima, y habría ahorrado un sacrificio tan estéril para su Patria como desastroso para mi corazón.
A este propósito, no puedo menos de expresar a usted que es altamente consolador, en medio de las calamidades que origina la guerra, presenciar el grandioso despliegue de sentimientos magnánimos y luchas inmortales que hacen revivir en esta América las escenas y los hombres de la epopeya antigua.

Profundamente reconocida por la caballerosidad de su procedimiento hacia mi persona, y por las nobles palabras con que se digna honrar la memoria de mi esposo, me ofrezco muy respetuosamente de usted atenta y afectísima,
S.S. Carmela Carvajal de Prat.

### Viudez y muerte

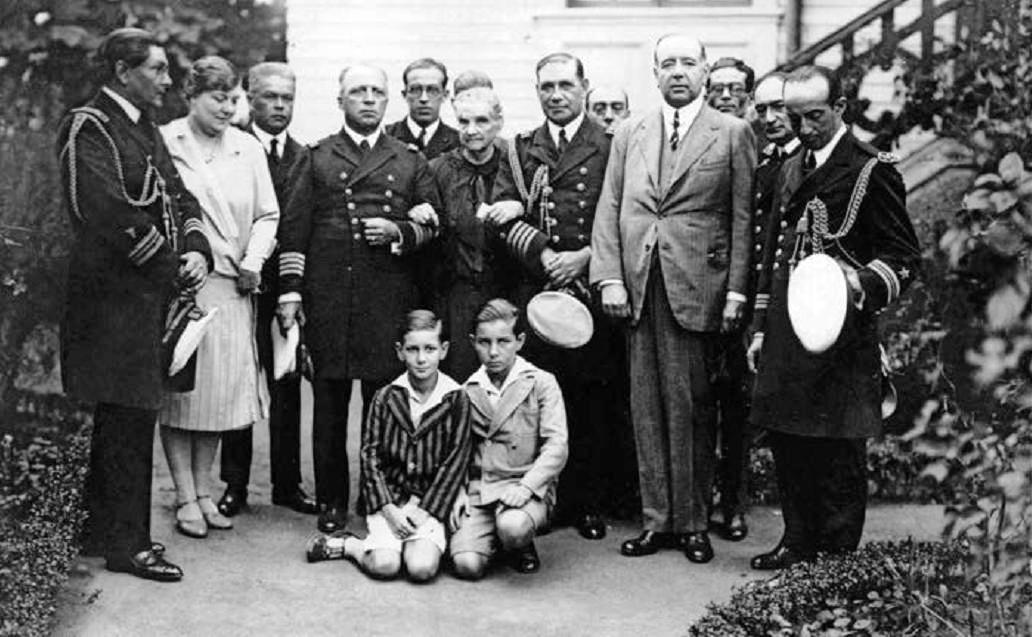
Visita a Carmela Carvajal (al centro) del capitán de navío peruano, Julio Goicochea Álvarez (a su derecha). A la izquierda de su madre, de civil, Arturo Prat Carvajal, h. 1928

Tras haber quedado viuda, Carmela Carvajal y la madre de Arturo Prat recibieron una pensión vitalicia del Estado —otorgada el 12 de septiembre de 1879, la pensión estatal fue de $2400 anuales (generosa si se compara con el sueldo mensual de Prat de $300 y con la otorgada a la marinería sobreviviente de la Esmeralda); fue aumentada a $6000 en 1880 y a $18 000 en 1912—, así como una ayuda para los hijos en sus estudios de $500 anuales.
Carmela Carvajal decidió ir a vivir a Curimón para alejarse del dolor que significó la muerte de Prat. Volvió a Valparaíso en 1881 y, ese mismo año, su casa sufrió un incendio, perdiéndolo todo salvo las queridas reliquias que Grau le había mandado. Cuando sus hijos ingresaron a la universidad, cambió su residencia a Santiago. No contrajo nuevas nupcias y murió el 16 de agosto de 1931, víctima de un ataque de angina.

## Descendencia

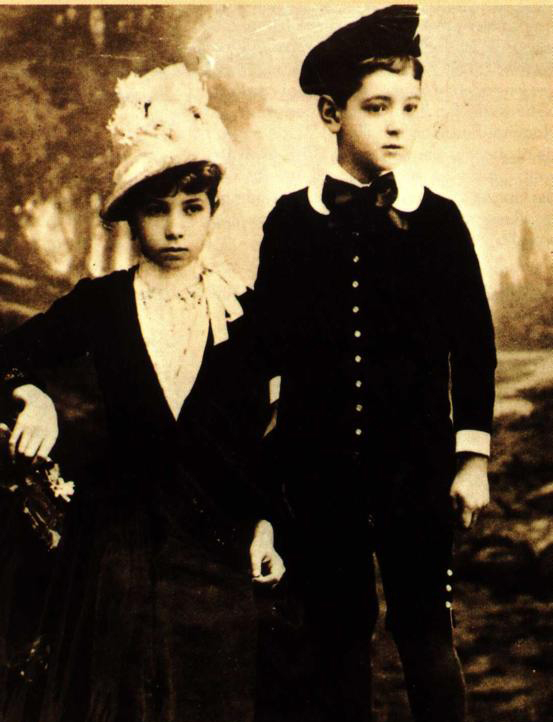
Blanca Estela y Arturo Héctor Prat Carvajal.

Le sobrevivieron los dos hijos que tuvo con Arturo Prat Chacón:
- Blanca Estela Prat Carvajal, casada en 1905 con Ramón Camilo Undurraga, con quien procreó a Arturo, Camilo, Horacio y Fernando Undurraga Prat.
- Arturo Héctor Prat Carvajal, diputado en el periodo 1915-1921, ministro de Hacienda en 1916-1917 y 1931. Casado en 1909 con Blanca Echaurren, con quien procreó a Arturo, Carlos,Jorge, Alfredo y Roberto Prat Echaurren.